# Pseudozalissa
Pseudozalissa là một chi bướm đêm thuộc họ Erebidae.